# Franz Marx
Franz Marx (ur. 20 stycznia 1963 w Innsbrucku) – austriacki zapaśnik walczący w stylu klasycznym. Dwukrotny olimpijczyk. Ósmy w Los Angeles 1984 i dziewiąty w Barcelonie 1992. Występował w kategorii 90 kg. Sześciokrotny uczestnik mistrzostw świata; piąty w 1993. Siódme miejsce na mistrzostwach Europy w 1984 i 1994. Wicemistrz świata juniorów z 1980 roku.
- Turniej w Los Angeles 1984

Przegrał obie walki, kolejno z Francuzem Jean-François Courtem i reprezentantem RFN Uwe Sachsem.
- Turniej w Barcelonie 1992

W pierwszej rundzie pokonał Tunezyjczyka Muhammada Nawwara, a przegrał z Kubańczykiem Reynaldo Peñą i Szwedem Mikaelem Ljungbergiem. W finałowej rundzie zwyciężył Bułgara Iwajło Jordanowa.